# Созонов, Виталий Константинович
Виталий Константинович Созонов (3 марта 1939 — 12 августа 2025) — советский хозяйственный, государственный и политический деятель.

## Биография
Родился в 1939 году в деревне Пурга. Член КПСС.
С 1955 года — на хозяйственной, общественной и политической работе. В 1955—1995 гг. — рабочий Нижнебудымского лесопункта Гайнского района, слесарь, машинист тепловоза, тракторист на трелёвке леса, штабелевщик древесины, тракторист в Усть-Черновском лесопункте Усть-Черновского леспромхоза производственного объединения «Весляналес», бригадир лесозаготовительной бригады производственного объединения «Весляналес» Министерства лесной, целлюлозно-бумажной и деревообрабатывающей промышленности СССР, председатель профкома Усть-Черновского леспромхоза.
Указами Президиума Верховного Совета СССР от 10 марта 1976 года и от 19 марта 1981 года награждён орденами Трудовой Славы 3-й и 2-й степеней.
Указом Президиума Верховного Совета СССР от 24 мая 1985 года награждён орденом Трудовой Славы 1-й степени.
Избирался депутатом Верховного Совета СССР 10-го созыва.
Почётный гражданин Пермского края.
Жил в посёлке Усть-Черная Гайнского района.
Скончался 12 августа 2025 года.